# Вали дел Пазубио (Виченца)
Вали дел Пазубио (итал. Valli del Pasubio) је насеље у Италији у округу Виченца, региону Венето.
Према процени из 2011. у насељу је живело 927 становника. Насеље се налази на надморској висини од 339 м.

## Становништво
| 1931. | 1936. | 1951. | 1961. | 1971. | 1981. | 1991. | 2001. | 2011. |
| ----- | ----- | ----- | ----- | ----- | ----- | ----- | ----- | ----- |
| 5.561 | 5.493 | 5.513 | 4.698 | 4.045 | 3.853 | 3.611 | 3.567 | 3.345 |